# Reactivo de Ishikawa
El reactivo de Ishikawa es un agente fluorante utilizado en síntesis orgánica. Se utiliza para convertir alcoholes en fluroruros de alquilo o ácidos carboxílicos en fluoruros de acilo. El reactivo consiste en una mezcla de N,N-Dietil-1,1,2,3,3,3-hexafluoropropilamina y dietil-(E)-pentafluoropropenilamina en diferentes proporciones.  Los compuestos carbonílicos no reaccionan con él. 
El reactivo de Ishikawa es una alternativa más viable que el trifluoruro de dietilaminoazufre (DAST), ya que es más estable y se prepara de reactivos inocuos y menos costosos. Se trata de un perfeccionamiento al reactivo de Yarovenko (consiste en el aducto del clorotrifluoroetileno y la dietilamina) el cual debe ser preparado en tubo cerrado y debe conservarse por algunos días en refrigeración. La reacción presenta rendimientos óptimos con alcoholes primarios, ya que los alcoholes secufdarios y terciarios presentan reacciones secundarias que producen alquenos o éteres.  

## Síntesis
El reactivo se prepara añadiendo hexafluoropropeno a una solución de dietilamina en éter etílico a 0 °C con destilación al vacío posterior. 